# Thomas Sackville, 1:e earl av Dorset
Thomas Sackville, 1:e earl av Dorset, född 1536 i Buckhurst (Sussex), död den 19 april 1608 i London, var en engelsk statsman och skald, son till sir Richard Sackville, farfar till Edward Sackville, 4:e earl av Dorset.

## Biografi
Sackville kom som syssling till drottning Elisabet i gunst hos henne, användes av henne i flera viktiga statsvärv och upphöjdes 1569 till peer (med titeln baron Buckhurst). Han sändes 1568 och 1571 i diplomatisk mission till Frankrike och tog livlig andel i förhandlingarna om giftermål mellan Elisabet och hertigen av Anjou.
År 1586 sändes han till Fotheringay för att meddela Maria Stuart hennes dödsdom, vilket ömtåliga värv han utförde med av Maria själv erkänd taktfullhet. Åren 1587, 1589 och 1598 utförde han diplomatiska beskickningar till Nederländerna, blev 1591 kansler för Oxfords universitet och 1599 riksskattmästare (efter lord Burleigh). 
Som Lord High Steward presiderade han 1601 i domstolen över Essex. Jakob I upphöjde honom 1604 till earl av Dorset och anlitade hans diplomatiska skicklighet bland annat vid fredsslutet med Spanien (samma år). Döden drabbade honom plötsligt under ett rådssammanträde i Whitehall.
Sackville intar i engelska litteraturhistorien ett betydande rum genom sin andel i två banbrytande arbeten, diktsamlingen Mirror for Magistrates och tragedin Gorboduc. Det förra var en samling dikter om ryktbara mäns olycksöden, ursprungligen en förlagsspekulation, framkallad av Lydgates översättning vid 1400-talets mitt, under titeln "Fall of princes", av Giovanni Boccaccios arbete "De casibus illustrium virorum". 
Boktryckaren Thomas Marshe överenskom nämligen med skalderna William Baldwin och George Ferrers om en fortsättning på detta arbete i form av en serie metriska biografier över engelska stormän. Till 3:e upplagan (1563) av detta 1555 utgivna arbete skrev Sackville en versifierad inledning, efterbildande Dantes inledning till "Divina commedia" (eller kanske snarare Vergilius och den skotske skalden Gavin Douglas).
Dessutom författade han en biografi över Henry Stafford, hertig av Buckingham. Dessa båda bidrag, de enda som av eftervärlden tillskrivits större litterärt värde i hela arbetet, har karakteriserats som kanske den fullödigaste engelska poesi under tiden mellan Chaucer och Spenser. Genom missförstånd kom Sackville länge att gälla som planläggare eller författare till hela det mycket ojämna arbetet, som i senare upplagor alltjämt växte ut. 
Av "The tragedie of Gorboduc" (uppförd 1561, tryckt 1565, auktoriserad upplaga 1570 med titeln "The tragedie of Ferrex and Porrex") har Sackville skrivit de båda sista akterna samt troligtvis haft huvudandelen vid planeringen; de tre första akterna är av Thomas Norton. "Gorboduc", som efterbildar Senecas tragedier, gäller för att vara den första regelrätta engelska tragedin.
Verket har metriskt stor betydelse som det första engelska drama, som skrevs på blankvers. Det utgavs kritiskt 1883 av miss Lucy Toulmin Smith i Carl Vollmöllers "Englische Sprach- und Literaturdenkmale"). Sackvilles Works utgavs av hans ättling Reginald Sackville-West (1859).